# Byttneria jackiana
Byttneria jackiana är en malvaväxtart som beskrevs av Nathaniel Wallich. Byttneria jackiana ingår i släktet Byttneria och familjen malvaväxter. Inga underarter finns listade i Catalogue of Life.